# Утремер

Ближний Восток к 1135 году.

Утремер (также Отремер, Утреме; фр. outre-mér — «земля за морем», «Заморье») является термином, которым нередко обозначают государства крестоносцев, созданные в Леванте после Первого крестового похода — графство Эдесса, княжество Антиохия, графство Триполи и Иерусалимское королевство. Армянское государство в Киликии, традиционно не включаемое в состав государств Утремера, было создано до крестовых походов, но статус королевства был предоставлен ему папой Целестином III в 1198 году, а впоследствии это королевство стало европеизированным в период правления династии Лузиньянов.
Эти государства возникли в результате раздела Святой Земли между предводителями Первого крестового похода и признали (по крайней мере, формально) верховную власть короля Иерусалима. Географически представляя лишь малую часть земель, в которых затронуты интересы западного христианства (в пределах от Скандинавии до Испании и от Гренландии до Палестины), Утремер играл ключевую роль в истории средневековой Европы: эти земли являлись основным центром паломничества и торговли в течение многих столетий, на них было сосредоточено внимание многих монархов и римских пап.

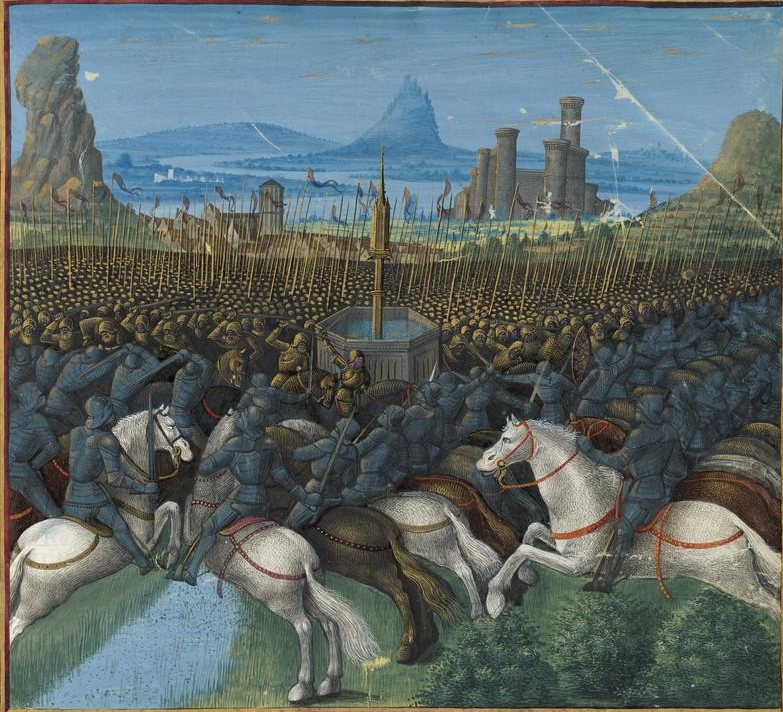
Битва при Хаттине (1187). Миниатюра Жана Коломба из книги Себастьена Мамро «Походы французов в Утремер» (1474)

Во французском языке слово «Outremer» использовалось изначально в значении «за морем, за границей», без указаний на конкретное море или страну. В разных случаях этот термин использовался применительно как к Англии (как в случае с Людовиком IV Заморским), так и к Святой земле (Terre Sainte) в целом и государствам крестоносцев в частности. Именно последний вариант трактовки термина на сегодня чаще всего используется в современной исследовательской литературе. Термин иногда рассматривается как более подходящий для описания латинских государств в Леванте, нежели «государства крестоносцев», потому как лишь немногие из прибывших западноевропейских поселенцев являлись крестоносцами в полном смысле этого слова.
В XII веке Вильгельм Тирский написал свой труд «Historia rerum in partibus transmarinis gestarum» в двадцати трёх книгах, во французском варианте получившем название «Histoire d’Outremér». Три столетия спустя, в 1474 году, Себастьен Мамро написал «Походы французов за море против турок, сарацин и мавров», сокращенно — «Passages d’outremer». Таким образом, истоки термина можно проследить с именованием Крестовых походов у средневековых историков — «passagium ultramarinum» или же «passagium magnum».
Кроме того, хронистами иногда использовалось для обозначения четырёх государств крестоносцев римское название этих земель — «Сирия». В современном французском термине Outre-mer, написанном через дефис, называют все заморские владения Франции.
В современных источниках «франками» называют западноевропейцев, которые после Первого крестового похода поселились в регионе, представляя собой привилегированное меньшинство, а большинство населения составляли некатолические христиане, иудеи и мусульмане. Хотя сирийский, армянский и греческий использовались в соответствующих областях региона, языком большинства являлся арабский. «Франкские» поселенцы разговаривали в основном на французском, в то время как в графстве Триполи, ввиду состава господствующего слоя — на окситанском.

## Примечания

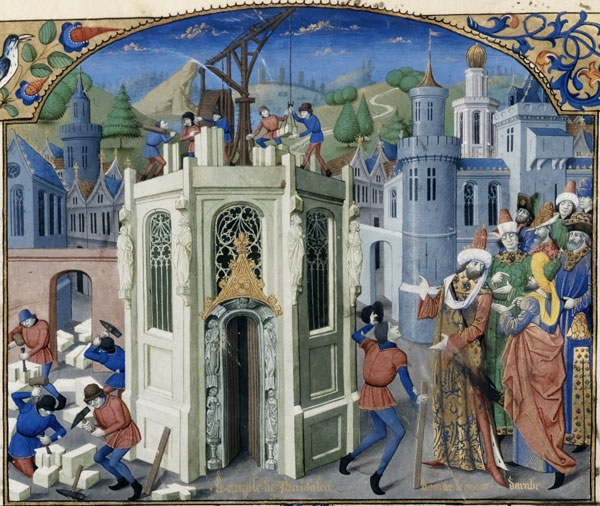
Реконструкция Иерусалимского Храма. Иллюстрация к «Histoire d’Outremér» Вильгельма Тирского.